# Sauggasmotor
Der Sauggasmotor ist ein Motor aus der Anfangszeit der Verbrennungsmotoren, die ab etwa 1900 als stationäre Energiequellen, vorwiegend in Mühlen, eingesetzt wurden. Sie verdrängten dabei teilweise die seit einem halben Jahrhundert etablierten Dampfmaschinen, wurden aber selbst schon nach kurzer Zeit durch Dieselmotoren abgelöst.

## Funktionsprinzip

Prinzipdarstellung eines Sauggas-Motors (Motorenwerke Oberursel), anno 1905

In einem Gasgenerator wird Kohle unter Luftmangel verbrannt. Das entstehende Kohlenmonoxid (CO), Luftgas genannt, kann bereits als Kraftstoff verwendet werden, ist aber wegen seiner sehr hohen Temperatur (größer als 800 °C) und geringem Heizwert (ca. 0,8 kWh/m³) für den Sauggasmotor wenig geeignet.
Daher wird ein Luft-Wasserdampf-Gemisch durch die glühende Kohle gesaugt. Der Dampf wird bei Temperaturen über 800 °C in Wasserstoff und Sauerstoff aufgespalten und verbindet sich mit dem Kohlenmonoxid. Das entstehende Mischgas besteht aus ca. 25 % Kohlenmonoxid und 20 % Wasserstoff. Durch das Aufspalten des Wasserdampfs wird das Gas auf unter 500 °C abgekühlt. Der Heizwert des Mischgases liegt mit ca. 1,6 kWh/m³ deutlich höher als beim Luftgas. 
In einer Gasreinigungsanlage wird das Gas aufbereitet und dann dem Sauggasmotor zugeführt.

## Wirtschaftlichkeit
Der Betrieb der Sauggasmotoren war sehr kostengünstig (1902: ca. 0,7 Pfennig pro PS).
Durch die sehr hohe Verbrennungstemperatur von bis zu 1500 °C benötigten die Sauggasmotoren eine hohe Kühlleistung. Mangels wirkungsvoller Druckwasserkühler wurde vielfach die Verdampfungskühlung verwendet, der Kühlwasserverbrauch betrug rund 20 Liter pro PS und Stunde.

## Bedienung
Die Bedienung der Sauggasmotoren war ungleich aufwendiger. Die Kühlung musste permanent sichergestellt werden, eine Kühlungsunterbrechung konnte zu kapitalen Motorschäden führen. Im Vergleich zu den damals üblichen Dampfmaschinen war das eine neue Herausforderung für den Maschinenführer.
Durch die hohe Temperatur und das trockene Treibgas musste der Sauggasmotor auch aufwendig geschmiert werden, eine Selbstschmierung wie bei den späteren Dieselmotoren bestand nicht.
Der Saugstrom durch den Gasgenerator und die Gasreinigungsanlage entstand durch die Ansaugleistung des Sauggasmotors. Zum Motorstart musste der Motor daher so lange angekurbelt werden, bis ausreichend viel Treibgas für einen selbstständigen Motorlauf erzeugt wurde. Daher hieß der Motor spöttisch auch Sau-Gasmotor.
Die aufwendige Bedienung führte mit dazu, dass sich der Sauggasmotor nicht gegen den Dieselmotor behaupten konnte, trotz dessen höheren Investitions- und Betriebskosten.